# Blå sparvduva
Blå sparvduva (Claravis pretiosa) är en fågel i familjen duvor inom ordningen duvfåglar.

## Utbredning och systematik
Fågelns utbredningsområde sträcker sig från sydöstra Mexiko (delstaten San Luis Potosí) till norra Argentina och södra Brasilien. Den behandlas som monotypisk, det vill säga att den inte delas in i några underarter.

## Status och hot
Arten har ett stort utbredningsområde, men tros minska i antal, dock inte tillräckligt kraftigt för att den ska betraktas som hotad. Internationella naturvårdsunionen IUCN listar arten som livskraftig (LC). Beståndet uppskattas till i storleksordningen en halv till fem miljoner vuxna individer.